# رنالد متلوس
رنالد متلوس (انگلیسی: Rénald Metelus؛ زادهٔ ۶ ژانویهٔ ۱۹۹۳) بازیکن فوتبال اهل فرانسه است.
از باشگاه‌هایی که در آن بازی کرده‌است می‌توان به باشگاه فوتبال لو آور و مرکز آکادمی فوتبال کلیر فونتین اشاره کرد.
وی همچنین در تیم‌های ملی فوتبال زیر ۱۷ سال فرانسه و هائیتی بازی کرده‌است.